# Tone Schunnesson
Tone Liv Schunnesson, född 17 januari 1988 i Svedala, är en svensk författare och dramatiker.  

## Biografi
2016 debuterade Schunneson med romanen Tripprapporter. Boken rosades av kritikerna, blev en försäljningsframgång och nominerades till Borås Tidnings debutantpris 2017 och Nöjesguidens Stockholmspris 2016.
För sin andra roman Dagarna, dagarna dagarna som utkom 2020 har Schunnesson bland annat varit nominerad till European Union Prize for Literature 2021 och Sveriges Radios romanpris 2021. I februari 2021 såldes filmoptionen till romanen och Norstedts meddelade att Rojda Sekersöz kommer att regissera filmen.
Schunnesson har även dramatiserat Charlotte Brontës Jane Eyre som sattes upp på Folkteatern i Göteborg 2019, och skrivit radiopjäsen "Härlig är min avgrund" som hade premiär på Sveriges Radio den 16 september 2016. Sedan mars 2020 skriver hon krönikor för Aftonbladet Kultur. Sedan 2023 gör hon även videopodcasten Café Bambino tillsammans med Aftonbladets kulturchef Karin Pettersson. Tidigare har Schunnesson varit reporter på Nöjesguiden Malmö/Lund och frilansskribent för bland annat Bon.
Schunnesson har studerat vid Biskops Arnös författarskola och Södertörns högskola. Hon är syster till Helle Schunnesson, skribent och redaktör på svenska Elle. De är döttrar till filmaren och bokkännaren Torgny Schunnesson samt musikern och producenten Meta Alm.